# Norra Kungsvägen

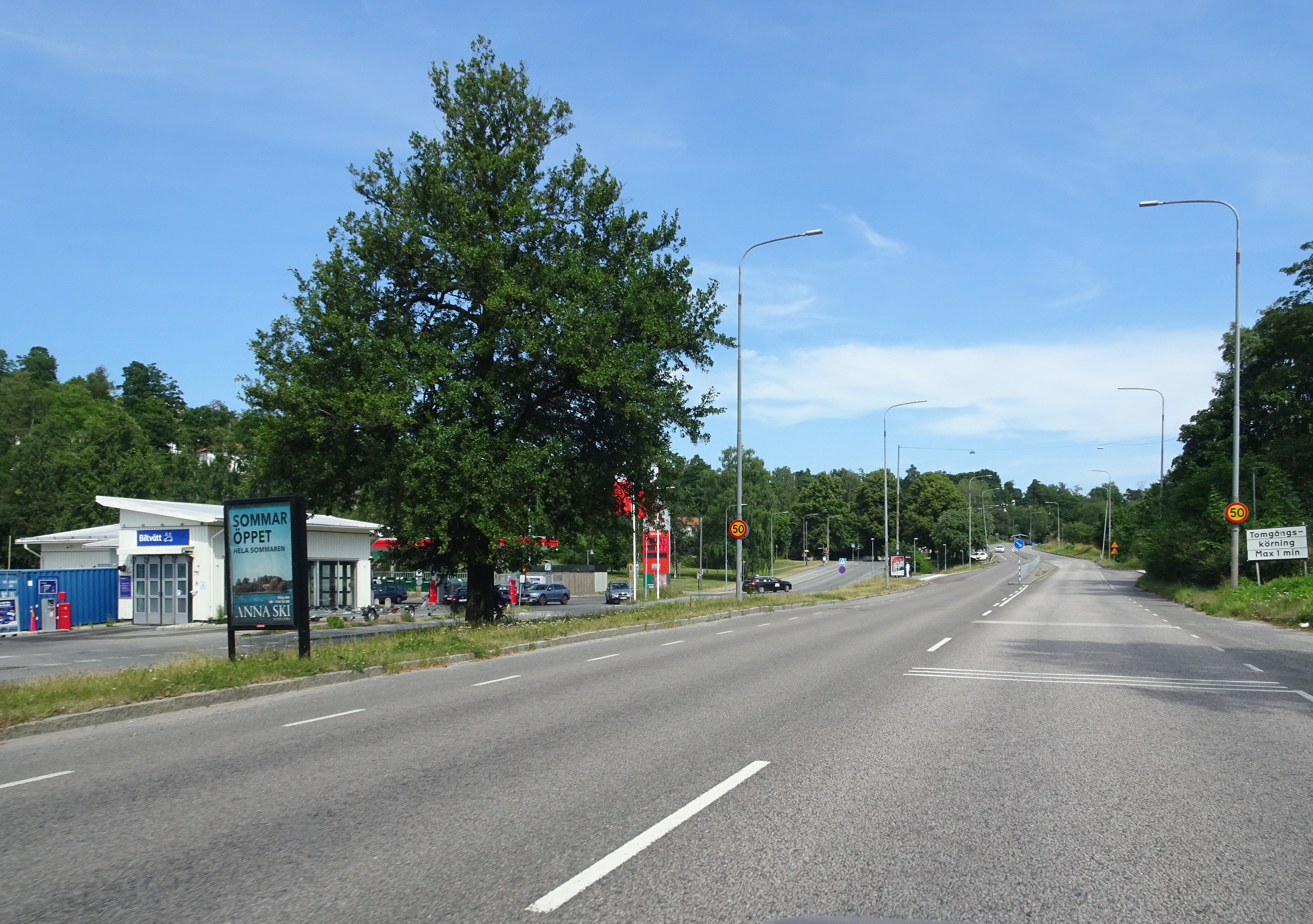
Norra Kungsvägen österut vid Islinge.

Norra Kungsvägen är en drygt fem kilometer lång huvudled på Lidingö som sträcker sig längs norra delen av Lidingö mellan Lidingöbron och Rudboda. 

## Beskrivning
Norra Kungsvägen i hela sin nuvarande sträckning anlades först på 1960-talet. Innan dess existerade bara delar av vägen. Längst i väster trafikerades vägen av Norra Lidingöbanan innan den vid Dalängen svängde söderut för att vid Kyrkviken åter möta Norra Kungsvägen.
Längs Norra Kungsvägen ligger bland annat kommundelen Islinge med småbåtshamn och marina, Nordkoreas ambassad i Stockholm, kommundelen Näset, Lidingövallen, Trisshusen, Villa Höganloft och kommundelen Rudboda med Rudboda torg. Det finns också avfarter till Lidingö centrum, Lidingö Golfklubb, Lidingöloppets målområde, Bosön och Södergarn. Vid Rudboda ansluter Norra Kungsvägen till den äldre Elfviksvägen, som bär vidare till Elfvik.

### Bilder (från väster till öster)

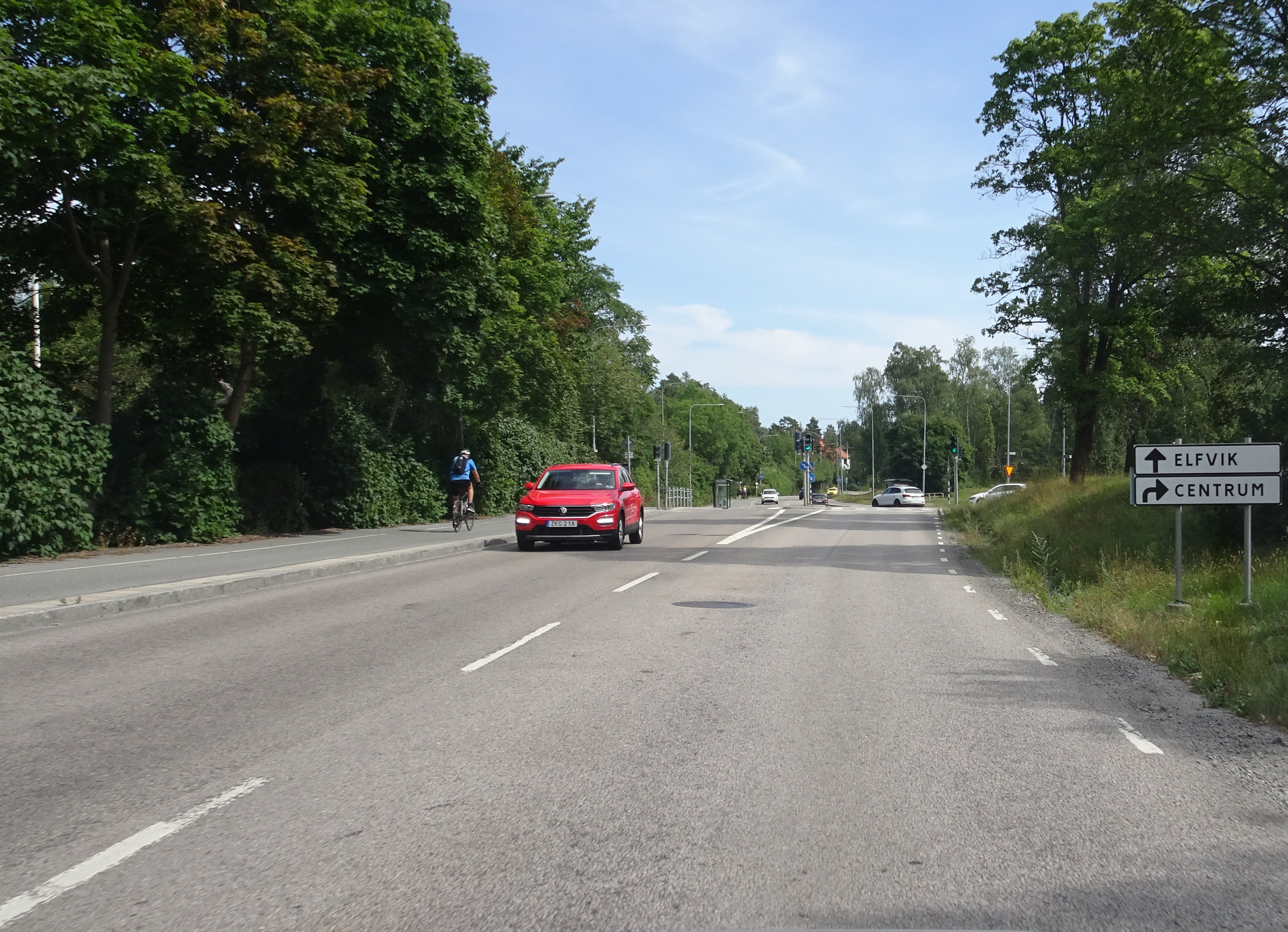
Norra Kungsvägen österut vid avfart till Lidingö centrum.
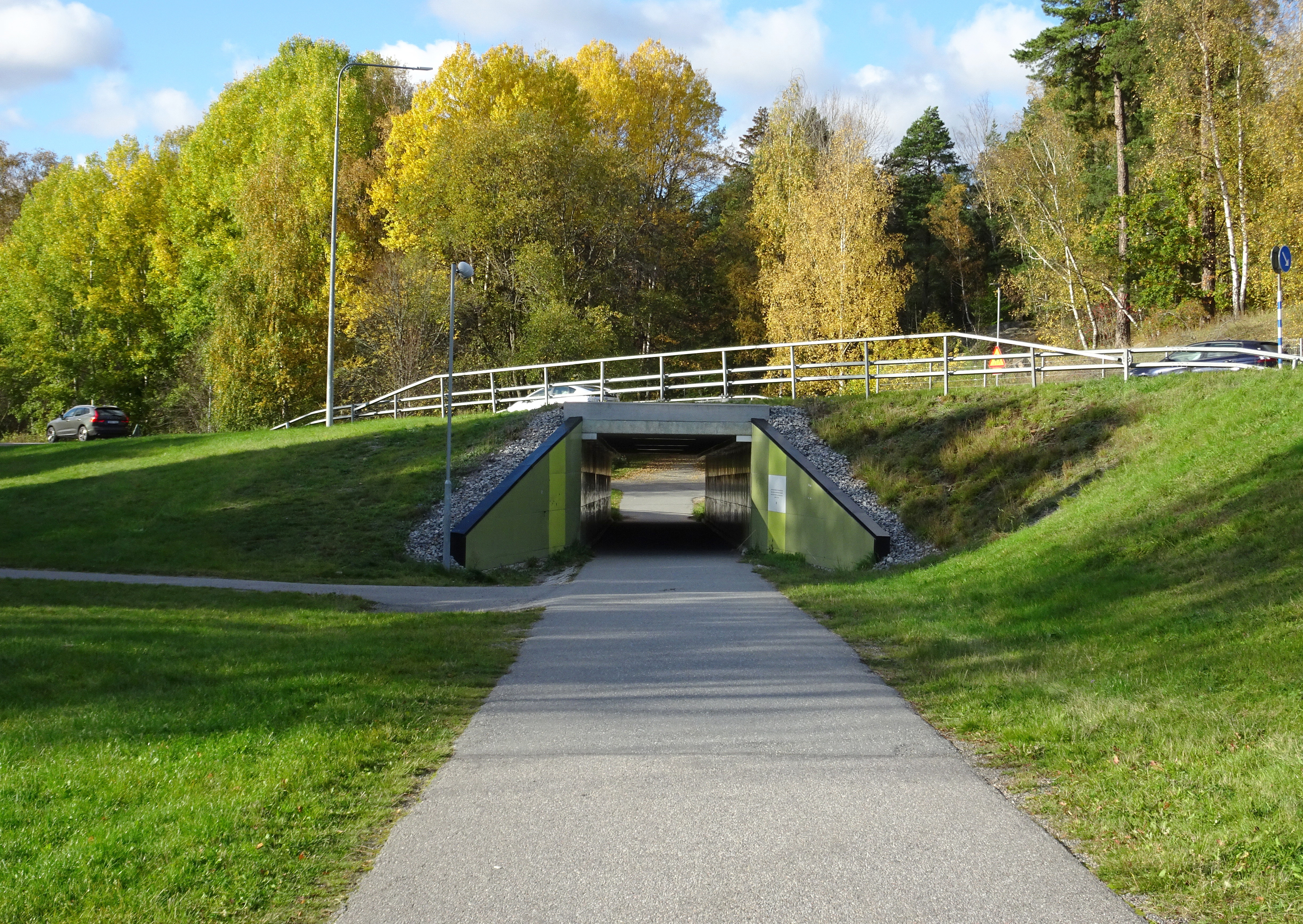
Gångtunneln vid Zetterbergsvägen.
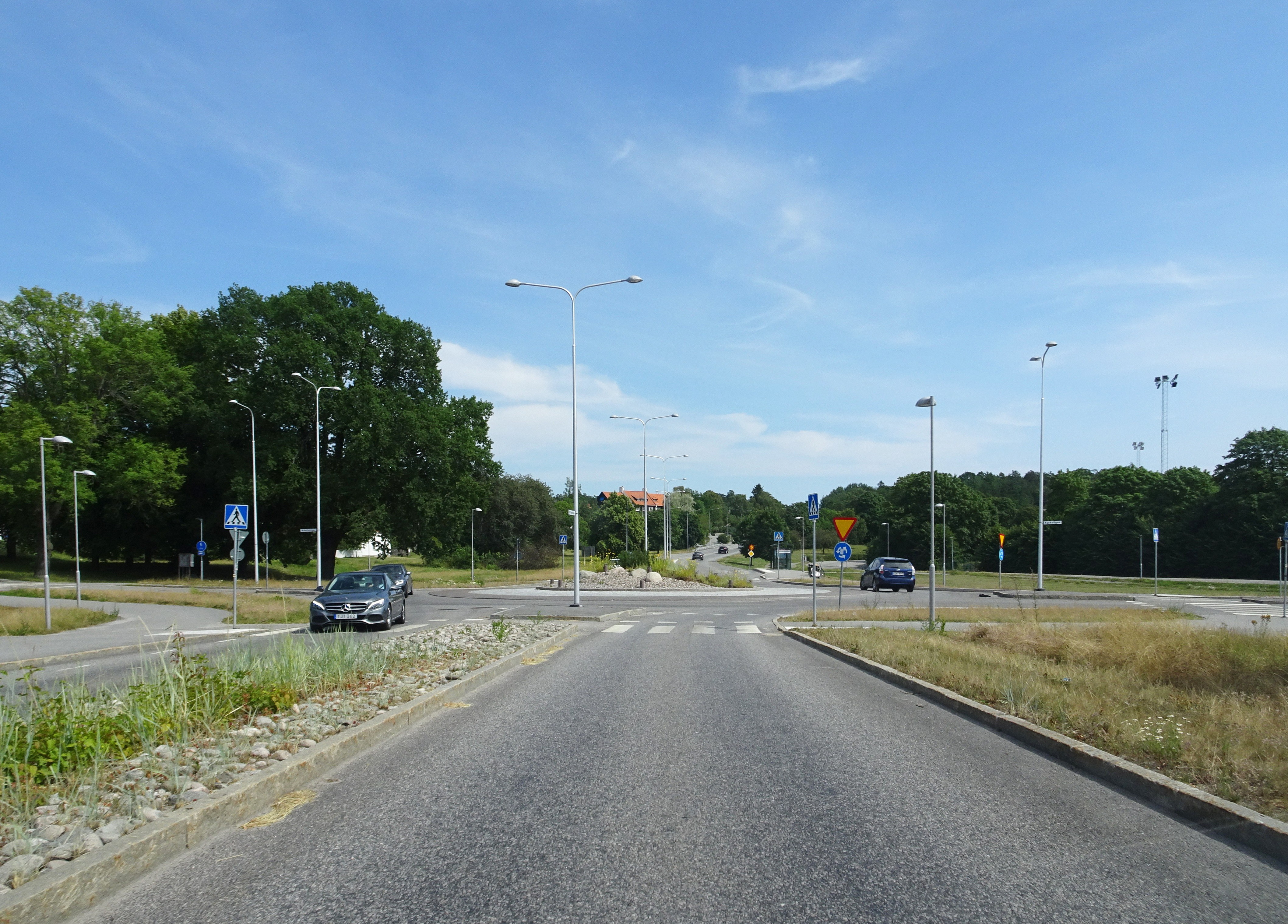
Norra Kungsvägen vid cirkulationsplatsen Kyrkvägen / Grönstavägen.
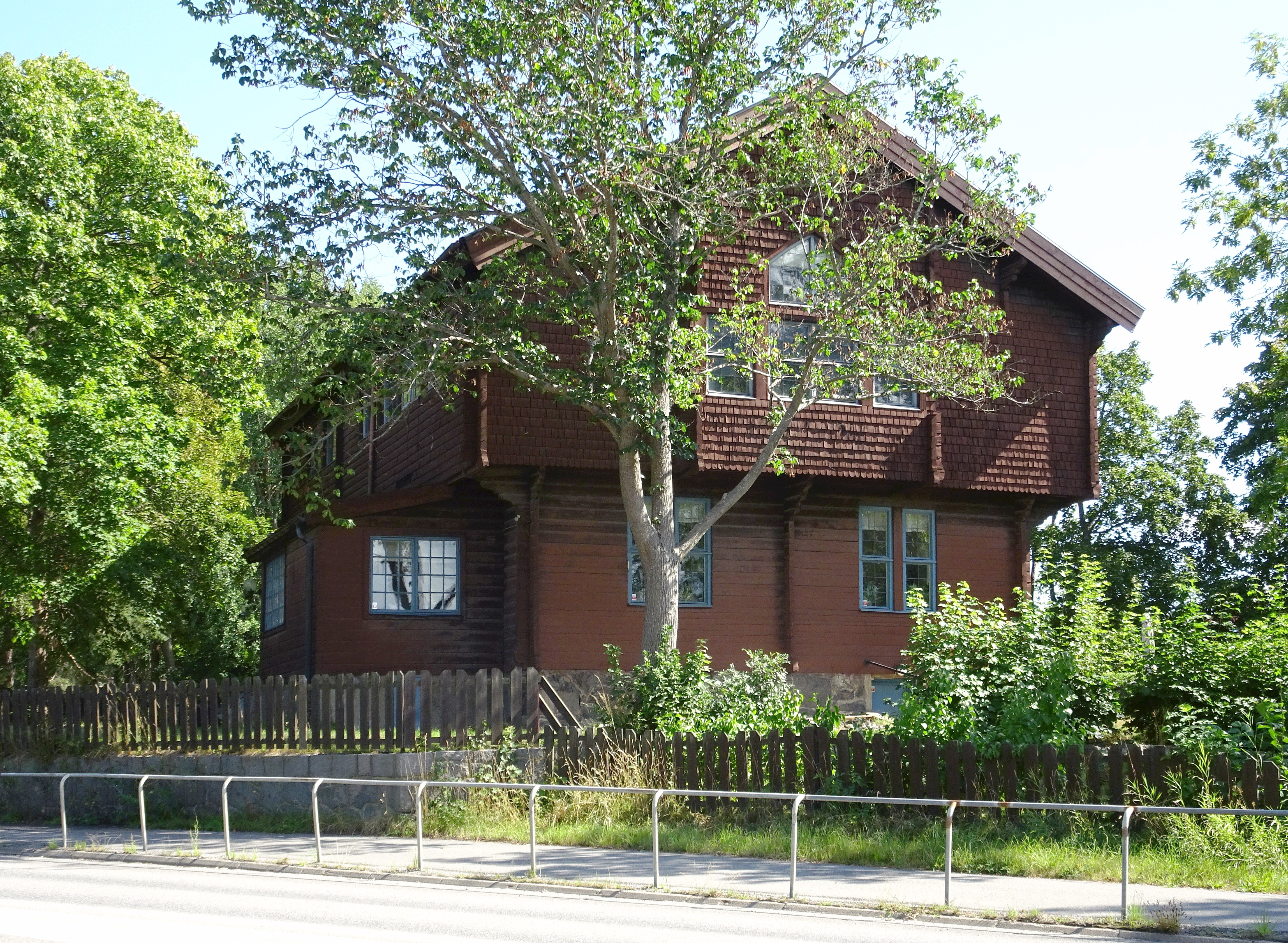
Villa Höganloft

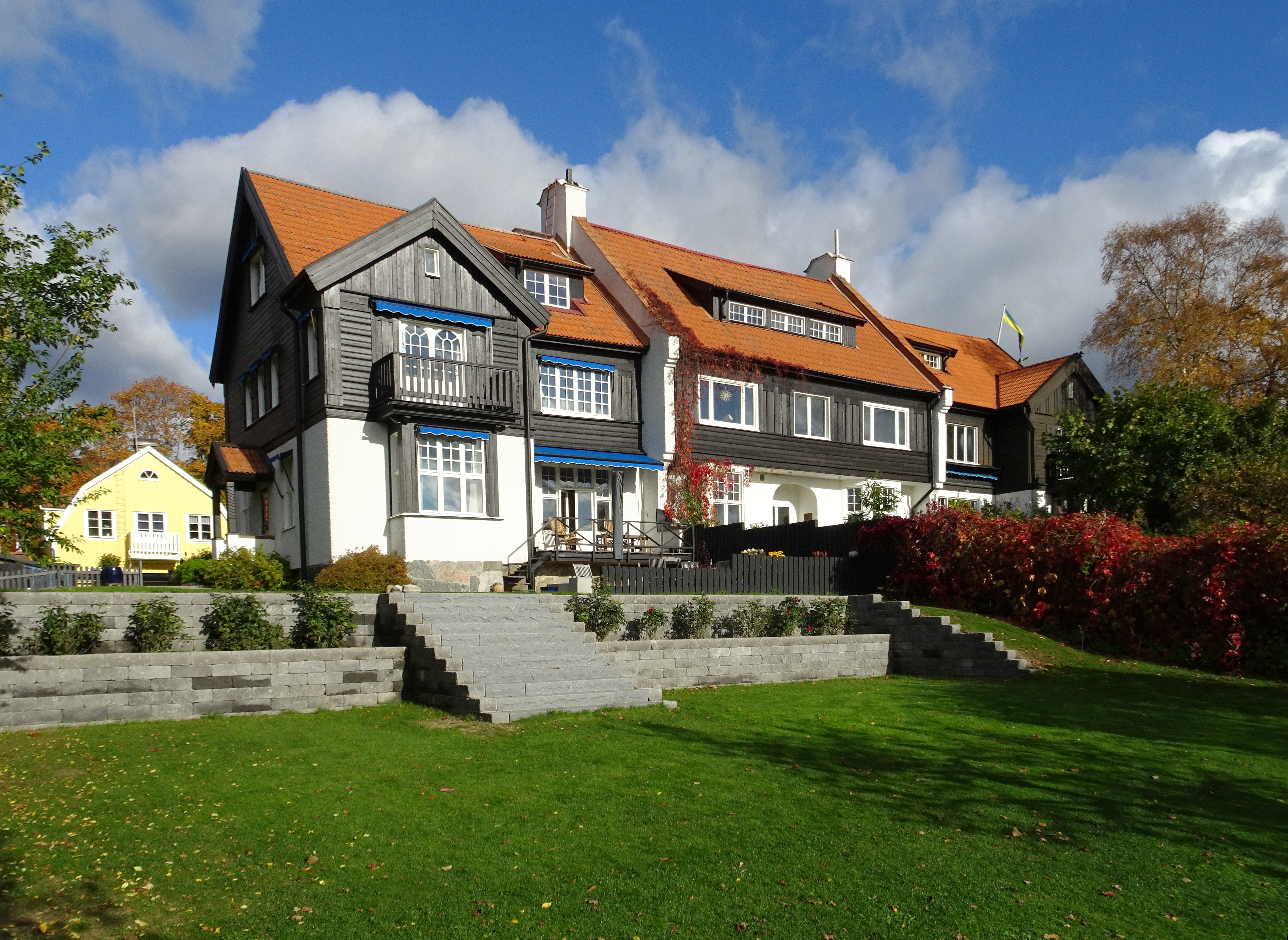
Trisshusen.
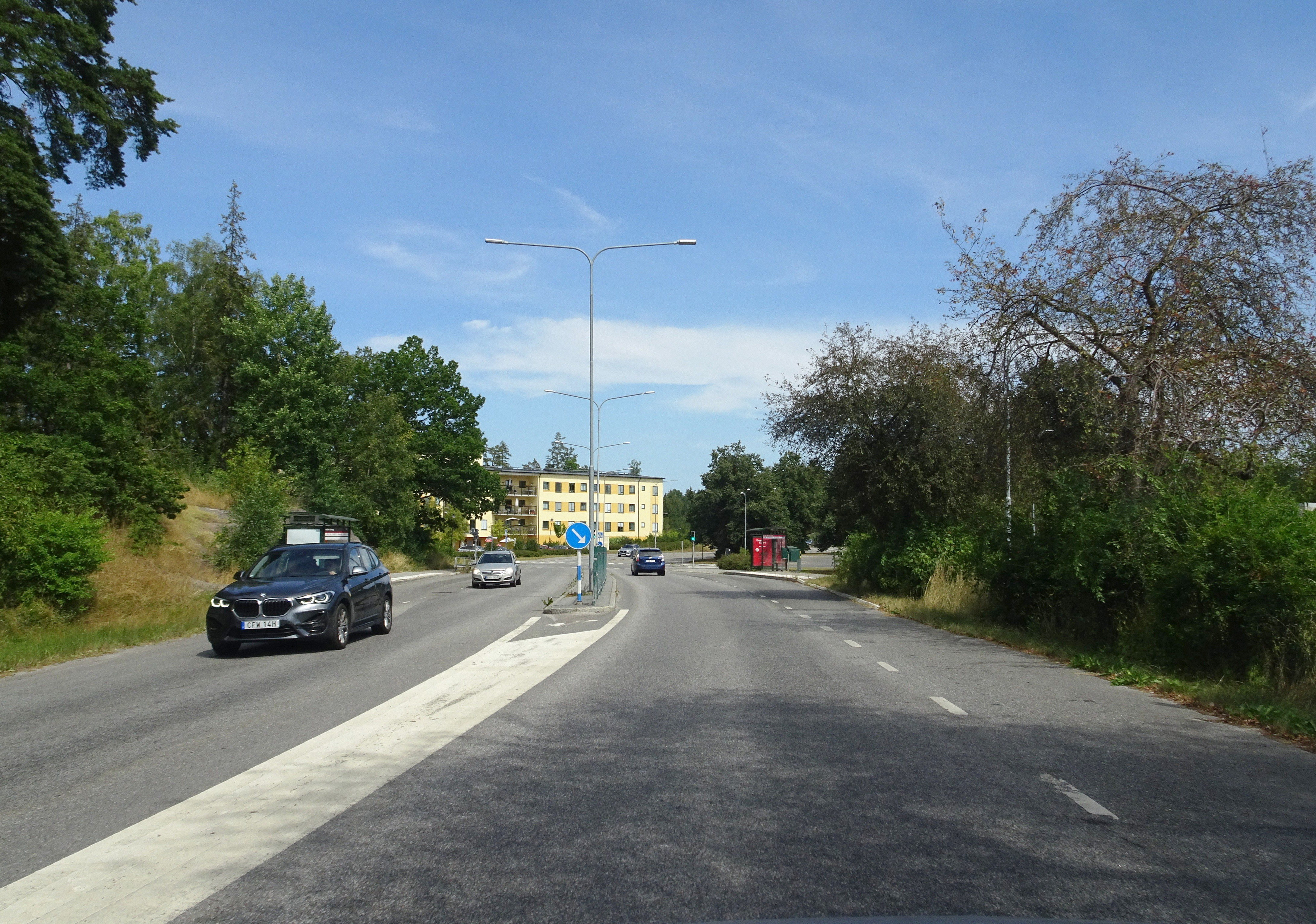
Norra Kungsvägen vid korsning med Bosövägen.
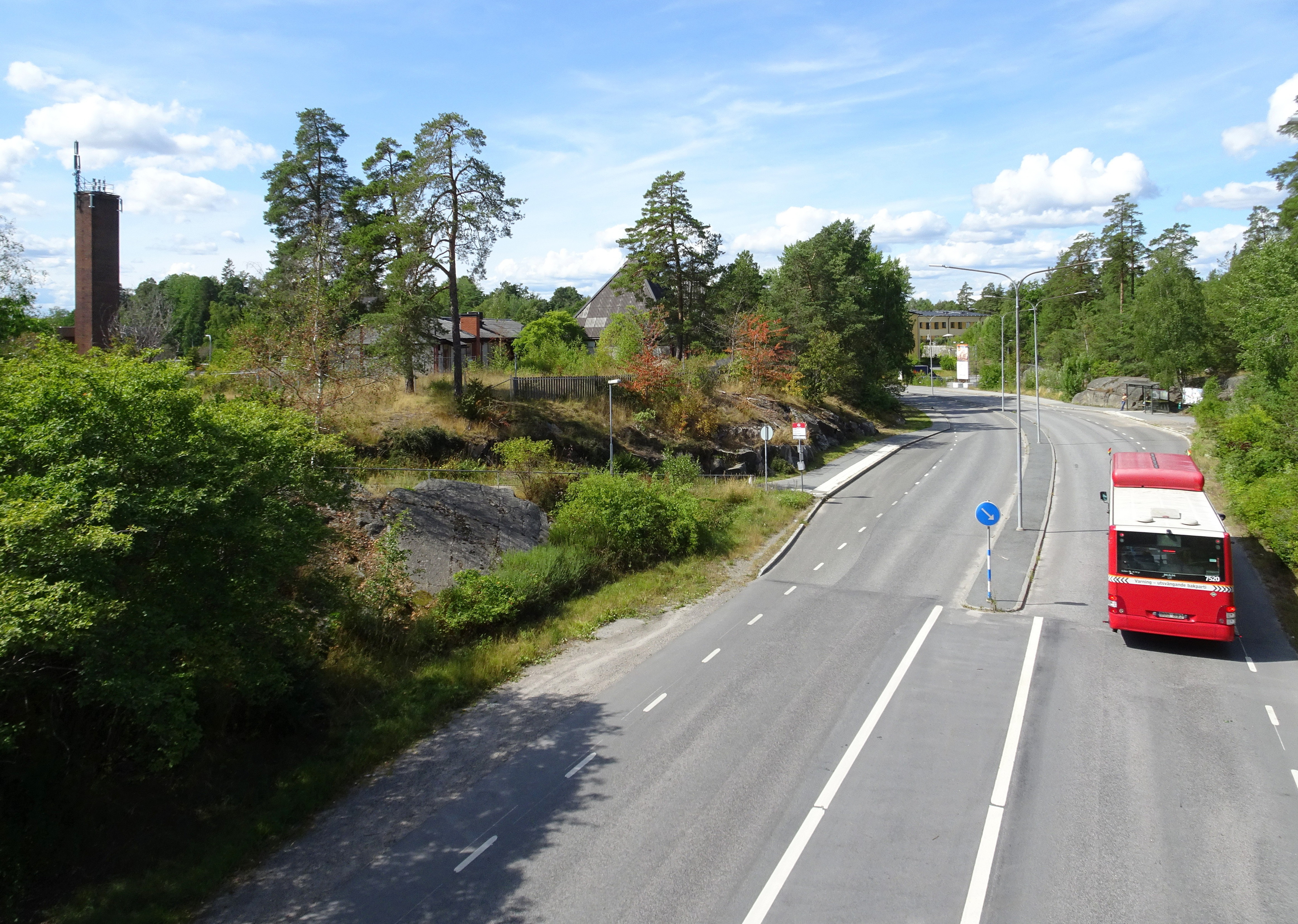
Norra Kungsvägen västerut från gång- och cykelbron vid Rudboda skola.
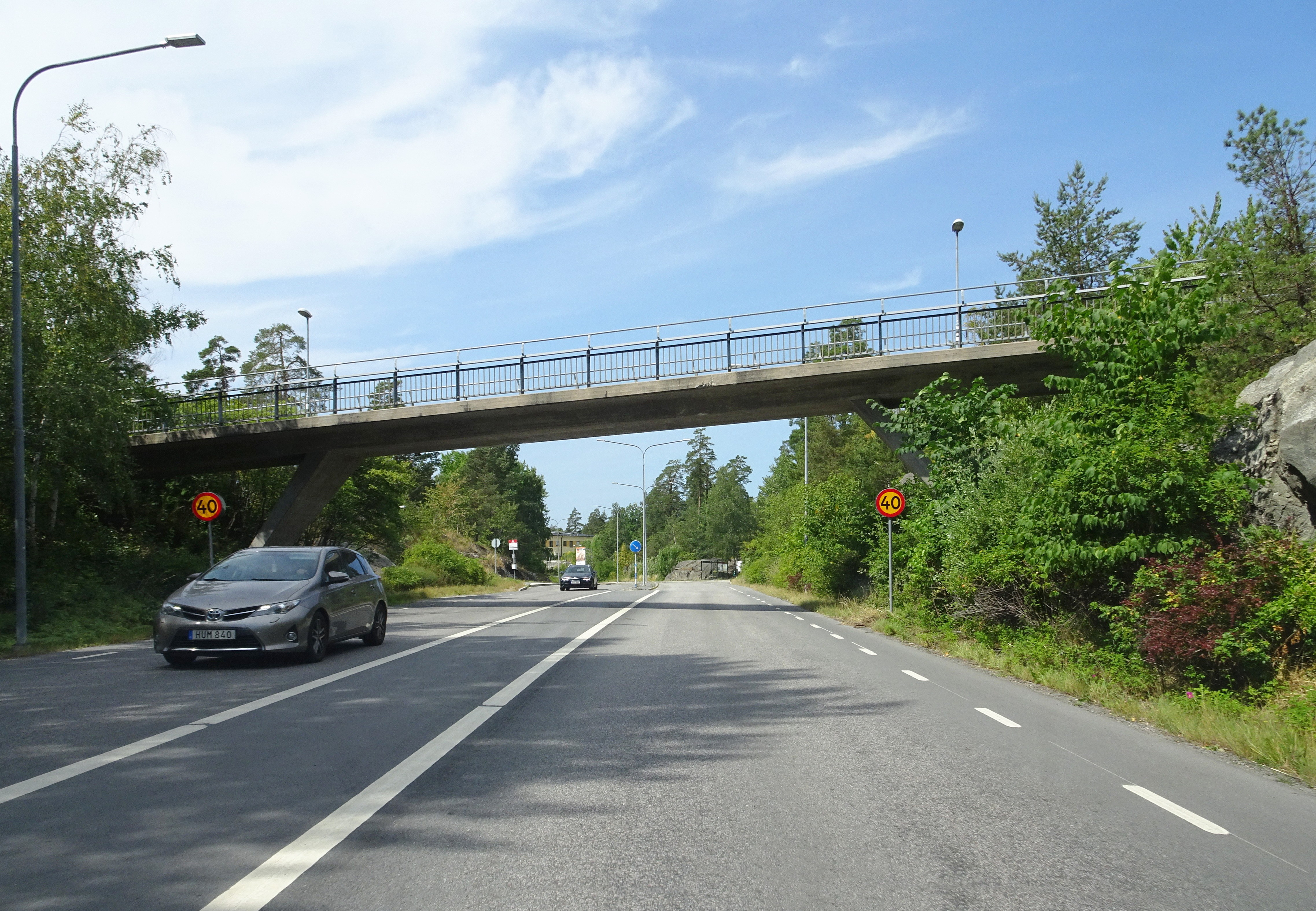
Norra Kungsvägen västerut med gång- och cykelbron vid Rudboda skola.